# Eugenia higueyana
Eugenia higueyana är en myrtenväxtart som beskrevs av Brother Alain. Eugenia higueyana ingår i släktet Eugenia och familjen myrtenväxter. Inga underarter finns listade i Catalogue of Life.